# 拉丁语字母
拉丁语字母（Latin alphabet），又称古羅馬字母、拉丁字母表，指的是一套基於古罗马人發音而被創造出來的书写字母表，為古意大利字母中最晚出現的，最終演變成現代意大利文。
本套字母表的大寫、小寫、斜體均具有簡單明了、易读易写的特點，这讓它在漫長的歷史中成為了大多數歐洲語言的標準字母表，最終演化成國際通用的《ISO基本拉丁字母表》。雖然是2500年前的字母，但其形狀和書寫方法已經和现代的意大利、西歐字母中的大寫相差無幾，既使是非歐美的語言，例如越南語等也會使用此套字母表來表達本國文字。

## 发展
拉丁语字母由伊特鲁里亚字母发展而来，而后者则源自希腊字母的优卑亚字母，希腊字母本身又源自腓尼基字母，腓尼基字母又发展自圣书体。伊特拉斯坎文明统治了早期罗马，他们的字母在罗马经几个世纪演变为了拉丁语字母。
于中世纪，有时经修改的拉丁语字母被用于书写由拉丁语直接衍生出的罗曼语族语言和凯尔特语、日耳曼语、波罗的语与部分斯拉夫语族语言。拉丁字母随着殖民主义时代与传教传播至欧洲之外并被用于书写美洲、澳大利亚、南岛、南亚以及非洲的语言。语言学家近期在为非洲参考字母等非欧洲语言进行转录或创建书写标准时也倾向于使用拉丁语字母或主要基于拉丁语字母的国际音标。

### 符号及缩写
虽然拉丁语不使用变音符号，但通常被放在被截断的单词上方或末尾的单词截断符号非常常见。此外，缩写词和或较小的重叠字母也常被使用。如果这样做，将文字刻在石头上，就能减少要写的字母数量；将文字写在纸或羊皮纸上时，就能节省宝贵的空间。这种习惯一直延续到中世纪。存在随世纪变化而不同的数百个符号和缩写。

## 历史

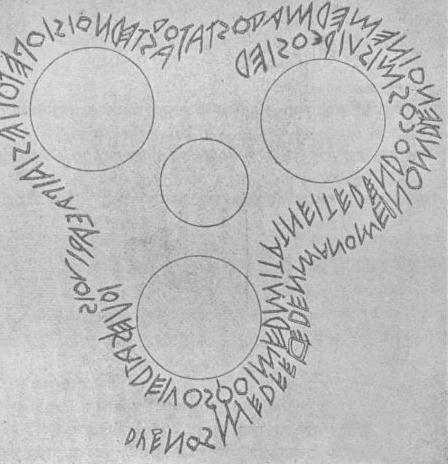
可追溯至公元前6世纪的好运刻辞，展示了已知最早的古体拉丁语文本。

#### 古意大利字母
| 字母 | 𐌀 | 𐌁 | 𐌂 | 𐌃 | 𐌄 | 𐌅 | 𐌆 | 𐌇 | 𐌈 | 𐌉 | 𐌊 | 𐌋 | 𐌌 | 𐌍 | 𐌎 | 𐌏 | 𐌐 | 𐌑 | 𐌒 | 𐌓 | 𐌔 | 𐌕 | 𐌖 | 𐌗 | 𐌘 | 𐌙 | 𐌚 |
| 转写 | A | B | C | D | E | V | Z | H | Θ | I | K | L | M | N | Ξ | O | P | Ś | Q | R | S | T | Y | X | Φ | Ψ | F |
| ---- | - | - | - | - | - | - | - | - | - | - | - | - | - | - | - | - | - | - | - | - | - | - | - | - | - | - | - |

#### 古体拉丁语字母
| 于古意大利字母中 | 𐌀 | 𐌁 | 𐌂 | 𐌃 | 𐌄 | 𐌅 | 𐌆 | 𐌇 | 𐌉 | 𐌊 | 𐌋 | 𐌌 | 𐌍 | 𐌏 | 𐌐 | 𐌒 | 𐌓 | 𐌔 | 𐌕 | 𐌖 | 𐌗 |
| 于拉丁字母中     | A | B | C | D | E | F | Z | H | I | K | L | M | N | O | P | Q | R | S | T | V | X |
| ---------------- | - | - | - | - | - | - | - | - | - | - | - | - | - | - | - | - | - | - | - | - | - |

#### 旧拉丁语字母
拉丁文包括21个不同字符。字母⟨C⟩是希腊字母Gamma的西方形式；但它同时被用于发音/ɡ/和/k/，这可能受伊特鲁里亚语可能缺乏浊塞音的影响。之后的约公元前3世纪，字母⟨Z⟩无需书写正确的拉丁文；因此它在字母表中的位置被新字母⟨G⟩取代，这一字母通过字母⟨C⟩添加一个短小的垂直笔划被创造。此后，⟨G⟩被用于表示浊塞音⟨G⟩，而⟨C⟩通常被保留用于表示清塞音/k/。字母⟨K⟩鲜有使用，只在Kalendae等少数单词中使用，且常被⟨C⟩取代。
| 字母 | A | B | C | D | E | F | G | H | I | K | L | M | N | O | P | Q | R | S | T | V | X |
| ---- | - | - | - | - | - | - | - | - | - | - | - | - | - | - | - | - | - | - | - | - | - |

#### 古典拉丁语字母
在罗马于公元前1世纪征服希腊后，拉丁语采用希腊字母⟨Y⟩并重采用希腊字母⟨Z⟩书写希腊语借词，并将它们放在字母表末尾。罗马皇帝克劳狄一世试图引入另三个字母的尝试未被持续。因此，在古典拉丁語时期，拉丁语字母中含有23个字母：
| 字母            | A  | B   | C   | D   | E  | F  | G   | H   | I  | K   | L  | M  | N  | O  | P   | Q   | R  | S  | T   | V  | X   | Y          | Z       |
| --------------- | -- | --- | --- | --- | -- | -- | --- | --- | -- | --- | -- | -- | -- | -- | --- | --- | -- | -- | --- | -- | --- | ---------- | ------- |
| 字母名（majus） | á  | bé  | cé  | dé  | é  | ef | gé  | há  | í  | ká  | el | em | en | ó  | pé  | qv́  | er | es | té  | v́  | ix  | í graeca   | zéta    |
| 字母名          | ā  | bē  | cē  | dē  | ē  | ef | gē  | hā  | ī  | kā  | el | em | en | ō  | pē  | qū  | er | es | tē  | ū  | ix  | ī Graeca   | zēta    |
| 拉丁语发音(IPA) | aː | beː | keː | deː | eː | ɛf | ɡeː | haː | iː | kaː | ɛl | ɛm | ɛn | oː | peː | kuː | ɛr | ɛs | teː | uː | iks | iː ˈɡraɪka | ˈdzeːta |

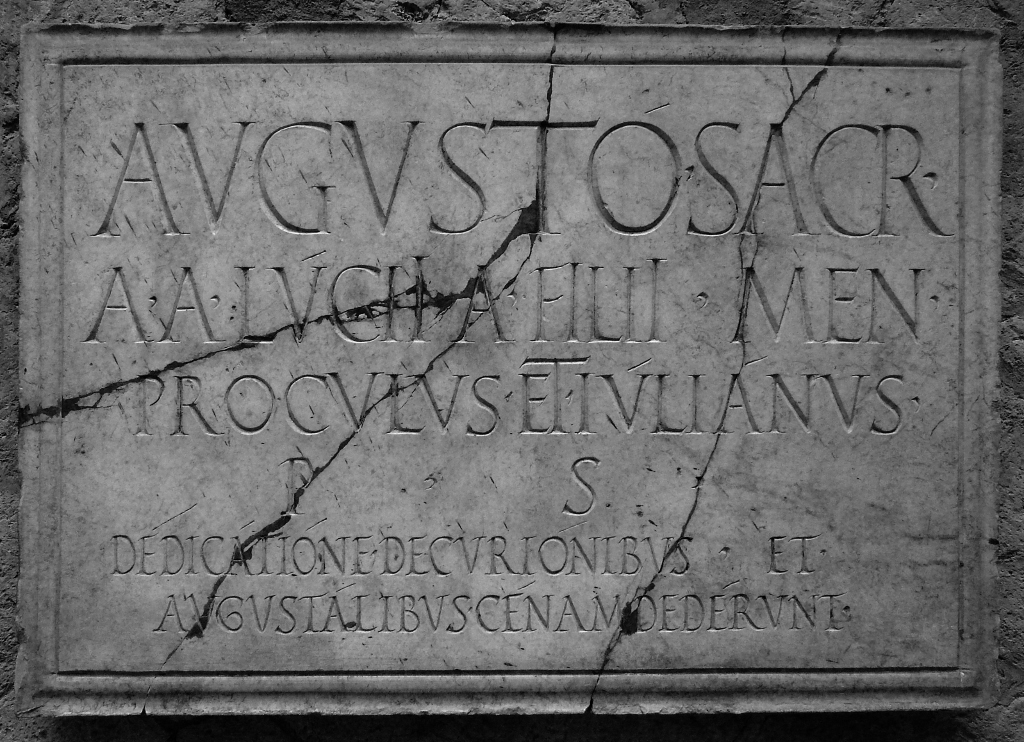
这一世纪碑文上的顶点 (附加符号)（其中一个位于首行的上）十分细小。元音I被写得更高，而不是被加上Apex (diacritic)。其中的间隔号呈逗号状，亦即呈一种典型的三角形状。碑文来自赫库兰尼姆古城的Sodales Augustales

这些字母在拉丁语中的字母名存在争议：例如⟨H⟩就可能读作拉丁語發音：[ˈaha]或拉丁語發音：[ˈaka]。与希腊人不同，罗马人一般不使用传统的、源自闪族语的字母名。拉丁语的塞音名称通过添加/eː/形成（例外是⟨K⟩和⟨Q⟩为与⟨C⟩形成区别而添加了不同元音）构成，通音的名称则通过它们的裸音或前接/e/构成。
字母⟨Y⟩在最初被引进时可能读作“hy” /hyː/，而不是希腊语名称upsilon。但因拉丁语使用者易混淆外语中的/y/与/i/两音，其读音被改为“i Graeca”（希腊语的i）。⟨Z⟩则被给予希腊语名称zeta。大部分使用拉丁语字母的现代欧洲语言都继续使用这一方案。关于各个字母在拉丁语的发音，请参见拉丁语发音；关于英文字母的发音，请参加英文字母。
变音符号在古典拉丁語中较为罕用，但有时确实会出现，其最常见的用法为通过之前有时会叠写的apex标记长元音。但字母i被写得更高以代替apex：⟨á é ꟾ ó v́⟩。一个例子是当代抄录的Lūciī a fīliī在之前被铭文中被写作⟨lv́ciꟾ·a·fꟾliꟾ⟩。
古典拉丁語时期的主要标点符号是主要被用作分字符的间隔号，但它在公元200年后被弃用。
旧式罗马书写体，又称大写书写体或书信体，是日常用于书写信件、商人书写商业账户、学童学习拉丁语字母，甚至皇帝发布命令的字体。与用于较快而较为非正式的罗马书写体相比，古罗马方块大写字母被用于更正式的写作。它在公元前一世纪至公元三世纪最常用，但它可能在更早的时间就已出现。他发展出了通常被公元三至八世纪的拉丁文和希腊文抄写员使用的安色尔体。
新式罗马书写体，又称小写手写体，是在三至四世纪使用的手写体。它使用了现代人更易识别的字母：⟨a⟩、⟨b⟩、⟨d⟩和⟨e⟩都变成了使人更为熟悉的形状，而其他字母也相应做出了变更。这一字体演变出了名为墨洛温体和卡洛林小草书体的中世纪字体。

### 中世纪及之后的发展

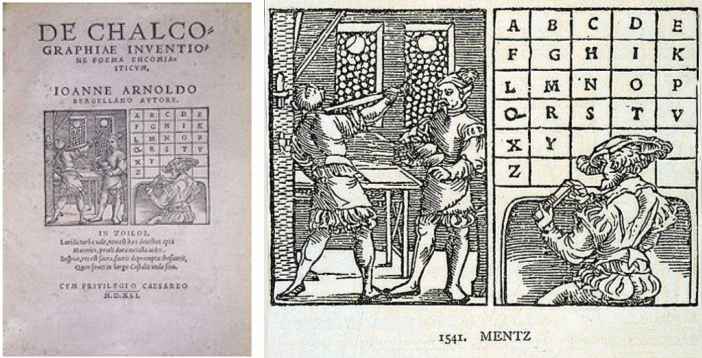
De chalcographiae inventione（1541年著于美因茨）中有23个字母。书中缺失字母J、U、W。

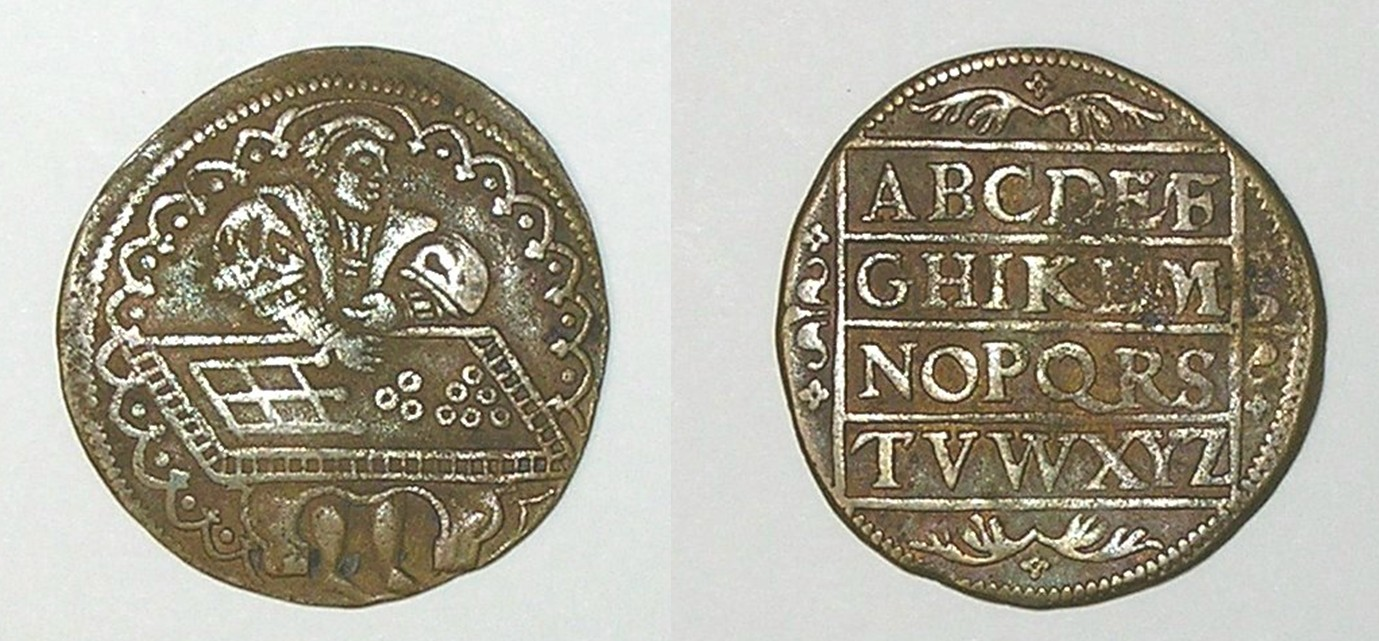
来自纽伦堡的筹码, 约1553年

随着政治權力分裂，文体即使是在印刷机被发明的中世纪后也发生了重大变化。例如早期与古典形式相背离、发展自旧式罗马书写体的安色尔体，以及发展自新式罗马书写体的各种所谓小草书体。在小草书体中，爱尔兰的岛屿草书和它的衍生字体，如卡洛林小草书体最具影响力，它们衍生出了小写形式的字母以及其它在后来成为标准的书写方式。
使用拉丁字母的语言通常在段落、句子和专有名词的开头使用大写字母。大写法因语言和时期的不同而不同：古英语通常不大写专有名词，但17世纪和18世纪的现代英语使用者和印刷者通常大写多数甚至所有名词，这点保持在了现代德国等语言中。美国独立宣言全文使用了这一大写法，例如它的前言是：We the People of the United States, in Order to form a more perfect Union, establish Justice, insure domestic Tranquility, provide for the common defence, promote the general Welfare, and secure the Blessings of Liberty to ourselves and our Posterity, do ordain and establish this Constitution for the United States of America.（我们合众国人民，为建立更完善的联盟，树立正义，保障国内安宁，提供共同防务，促进公共福利，并使我们自己和后代得享自由的幸福，特为美利坚合众国制定本宪法。）

### 传播

如图所示，深绿色表示世界上一般使用拉丁语字母书写声称的或事实上的唯一官方语言的国家，浅绿色表示使用一般使用拉丁语字母书写国家级别的副语言的国家。

拉丁语字母和拉丁语随罗马帝国的扩张从意大利半岛传播至地中海沿岸的陆地。包括希腊、小亚细亚半岛、黎凡特和埃及的罗马帝国东部使用希腊语作为通用语，但罗马帝国西部仍使用拉丁语进行拼写并且随着拉丁语演变成罗曼语族继续使用和改写拉丁语字母。
随着基督教在中世纪的传播，这一字母系统逐渐被北欧使用海岛凯尔特语支（取代欧甘字母）、日耳曼语族（取代卢恩字母）和波罗的语族的人，以及乌拉尔语系下的几种语言（最著名的几个例子是匈牙利语、芬兰语和爱沙尼亚语）的使用者所采用。 拉丁语字母也被接受罗马天主教的西斯拉夫语支使用者和部分南斯拉夫语支使用者使用。
之后，非天主教国家也开始使用拉丁字母。1920年，大多信仰东正教的罗马尼亚人开始使用拉丁字母替代西里尔字母作为罗马尼亚语的书写系统；这使罗马尼亚成为了首个使用拉丁字母书写主要语言的非天主教国家。但直到苏联解体后，摩尔多瓦才转而使用拉丁字母。此外，居住于德涅斯特河沿岸的人仍然使用西里尔字母书写罗马尼亚语。
自从1920年土耳其使用拉丁字母开始，越来越多的突厥语族使用国也逐渐开始使用了拉丁字母。在苏联解体后，阿塞拜疆、土库曼斯坦和乌兹别克斯坦都使用拉丁字母替代了西里尔字母改用。2015年，哈萨克斯坦政府宣布拉丁语字母将在2025年取代西里尔字母作为哈萨克语的书写系统。
拉丁语字母的传播在之前文盲的民族中激发了新书写系统的创造，例如瓦努阿图通过使用替代符号代替拉丁语字母创造了Avoiuli字母。

### 今天的拉丁字母手稿

## 深入阅读
- Jensen, Hans. . London: George Allen and Unwin Ltd. 1970. ISBN 0-04-400021-9. Transl. of Jensen, Hans. . Deutscher Verlag der Wissenschaften. 1958., as revised by the author
- Rix, Helmut. . Cristofani, Mauro (hrsg.)  (编). . Firenze: Giunti. 1993: S.199–227.
- Sampson, Geoffrey. . London (etc.): Hutchinson. 1985.
- Wachter, Rudolf. . 1987.: Peter Lang.
- Allen, W. Sidney. . . Cambridge University Press. 1978. ISBN 0-521-22049-1.
- Biktaş, Şamil. . 2003.